# Население на Нидерландските Антили
Населението на Нидерландските Антили през юли 2006 година е 189 000 души.

## Възрастов състав
(2006)
- 0-14 години: 23,9% (мъжe 27 197/ жени 25 886)
- 15-64 години: 67,3% (мъжe 71 622/ жени 77 710)
- над 65 години: 8,7% (мъжe 7925/ жени 11 396)

## Расов състав
Около 85 % от населението са черни.

## Език
Официален език в Нидерландските Антили е нидерландски.